# فيليب لوكلير دو أوتكلوك
فيليب لوكلير دو أوتكلوك (بالفرنسية: Philippe Leclerc de Hauteclocque) ‏ (22 نوفمبر 1902 - 28 نوفمبر 1947) ضابط فرنسي شارك في الحرب العالمية الثانية ثم انضم إلى قوات الجنرال شارل ديغول في إنكلترا بعد سقوط فرنسا بيد الألمان واتخذ لنفسه اسماً حركياً هو «جاك لوكلير» ليجنب أسرته في فرنسا أي ملاحقة من الألمان. اسمه الأصلي هو فيلب فرانسوا ماري دو أوتكلوك (بالفرنسية: Philippe François Marie comte de Hauteclocque).
 بعد وفاته منحته الحكومة الفرنسية عام 1952 رتبة مارشال فرنسا ليعرف بعدها باسم المارشال لوكلير (بالفرنسية: le maréchal Leclerc).

## نشأته
ولد لوكلير لأسرة أرستقراطية في بِلوا سان (مقاطعة السوم - فرنسا)، انتسب إلى كلّيّة سان سير العسكرية وتخرّج فيها عام 1924، والتحق بصفوف الجيش، وقاتل في قوام القوات الفرنسية التي أرسلت لإخماد ثورة الريف بقيادة عبد الكريم الخطابي. اشتهر بجرأته
وبراعته في القيادة. تدرّج بسرعة في الرتب العسكرية، فرقّي إلى رتبة نقيب عام
1937. شارك لوكلير برتبة نقيب مشاة في المعارك التي دارت على تخوم فرنسا مع بداية الغزو الألماني، وجرح، ووقع في أسر القوات الألمانية مرتين. غير أنه تمكن من الهرب من الأسر في المرتين، ولجأ إلى إنكلترا، وانضم إلى قوات فرنسا الحرة بزعامة الجنرال شارل ديغول في لندن، واتخذ لنفسه اسماً حركياً هو «لوكلير» (لوكليرك)؛ ليجنب أسرته في فرنسا أي ملاحقة من الألمان. منحه ديغول رتبة عقيد، ثم رتبة عميد (1941)، وأوفده إلى أفريقيا الاستوائية الفرنسية حاكماً على الكاميرون؛ ليجمع شتات القوات الفرنسية فيها، ويضمّها إلى قوات فرنسا الحرة. وتمكن لوكلير من تنظيم جيش صغير مهلهل انطلق به في أوائل سنة 1943 في مسير منهك استغرق 39 يوماً إلى طرابلس الغرب، واجتاز خلاله مسافة 2400 كم (1500 ميل)، حيث انضم في 25 أبريل 1943 إلى الجيش الثامن البريطاني بقيادة الجنرال مونتغمري، وشاركت قواته جنبا إلى جنب مع البريطانيين في حملتي تونس وطرابلس، ورّقي إلى رتبة لواء عام 1943. في 6 يونيو 1944 شارك لوكلير في عبور القنال الإنكليزي خلال غزو نورماندي حيث كان قائداً للفرقة الثانية المدرعة الفرنسية، ومنحه أيزنهاور شرف دخول باريس على رأس فرقته في 24 آب/أغسطس حيث توجه في اليوم التالي في مسيرة مؤزرة إلى دار البلدية ليتلقى استسلام قائد الحامية العسكرية الألمانية الجنرال ديتريش فون شولتيتس عند محطة مونبارناس.

## وفاته
عيّن إثر عودته من فييتنام إلى فرنسا مفتشاً عاماً للقوات الفرنسية في شمالي أفريقيا، وقتل في حادث تحطّم طائرة كان يستقلها بالقرب من كولومب بشار في الجزائر. وسرت شائعات قوية - لم تؤكد- أن الحادث كان من تدبير مجموعة الاستعماريين الذين وقفوا ضده في فييتنام.

## معرض صور

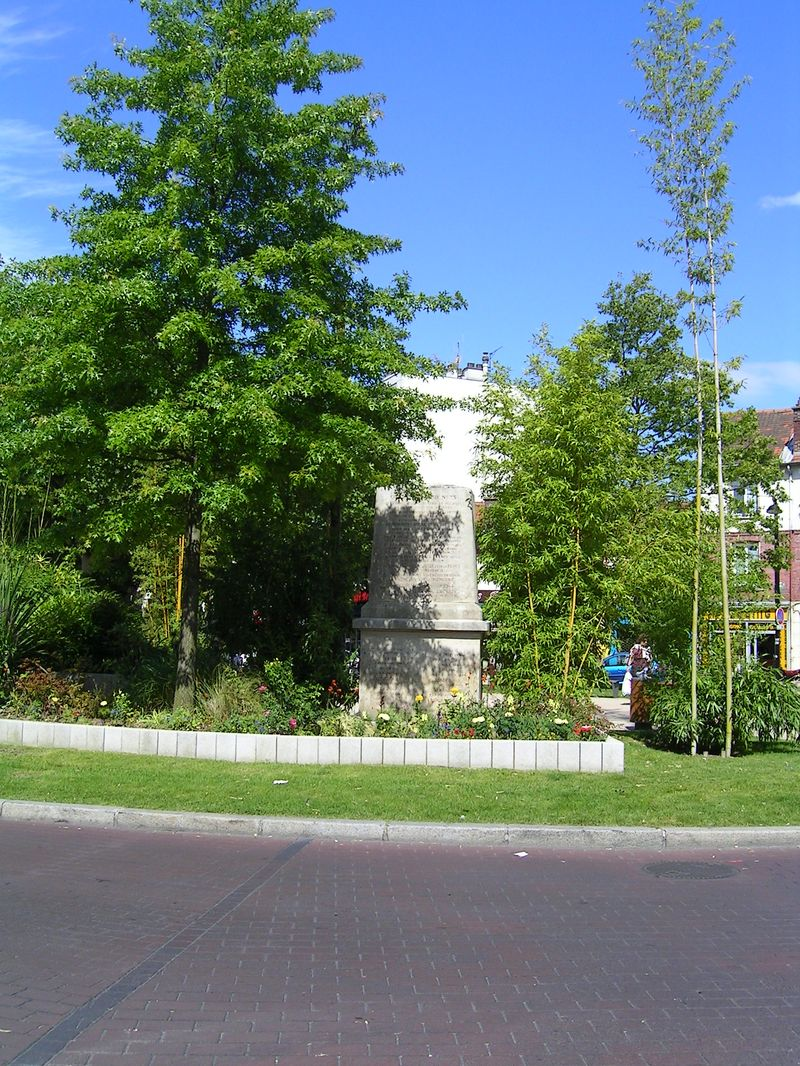
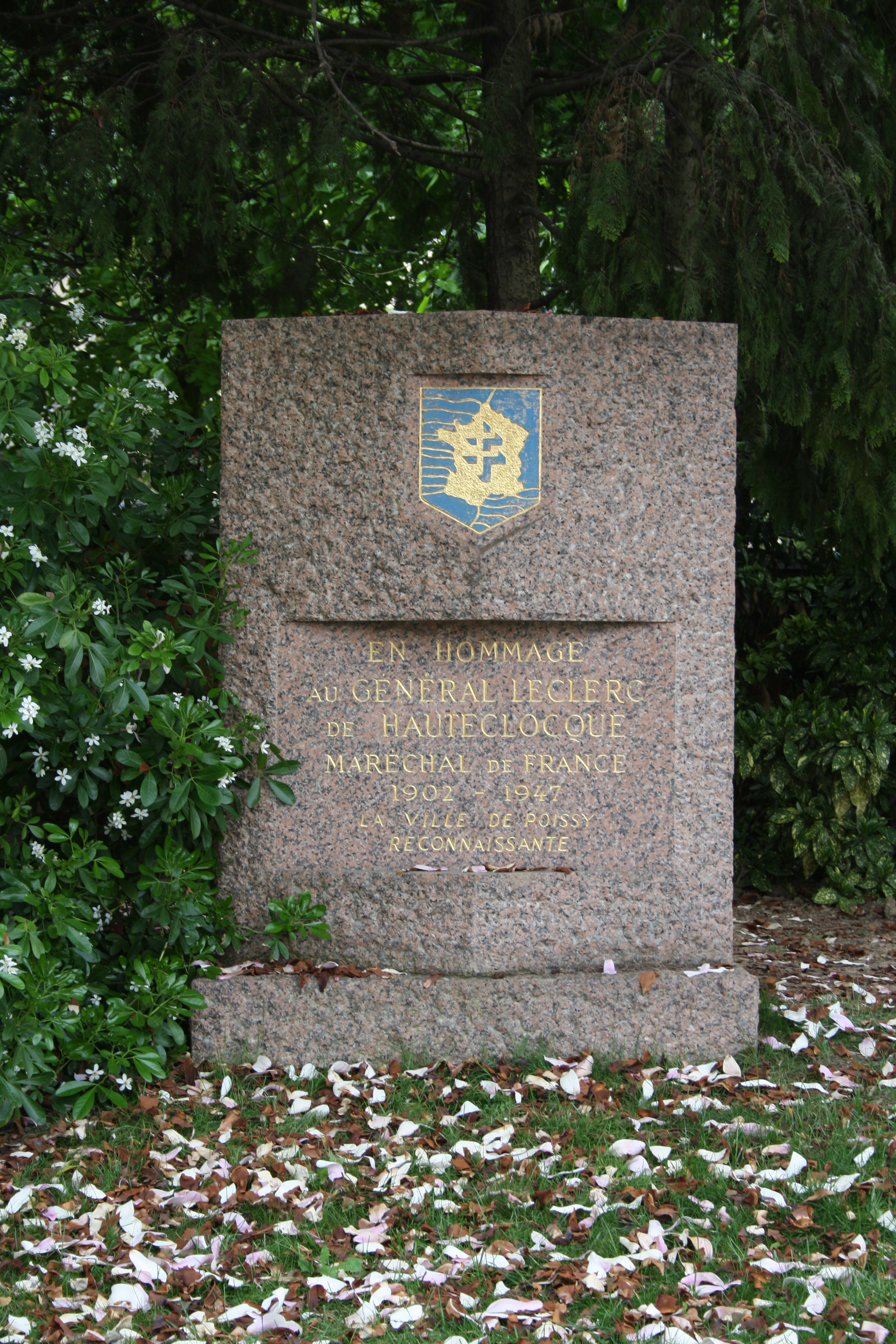
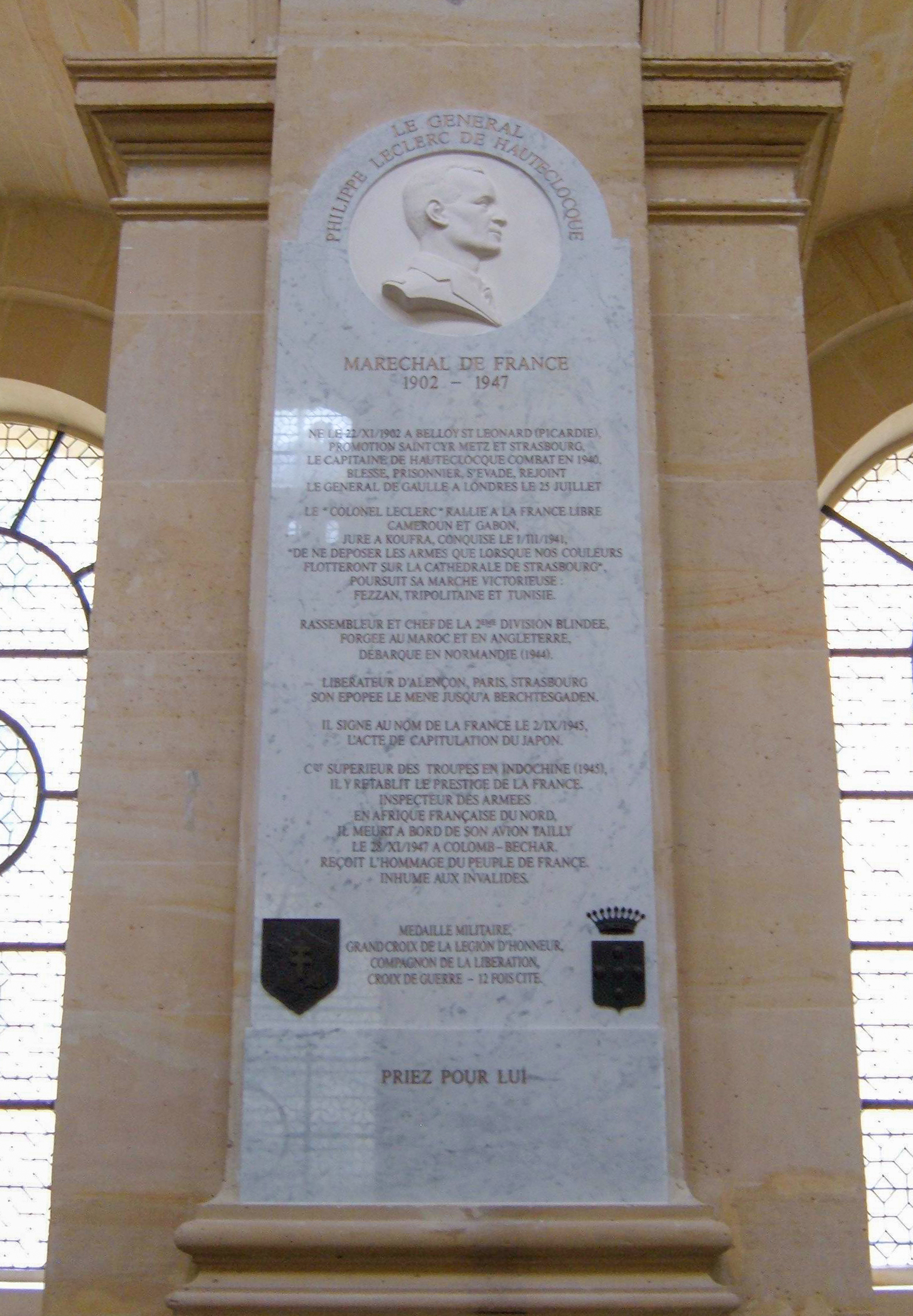
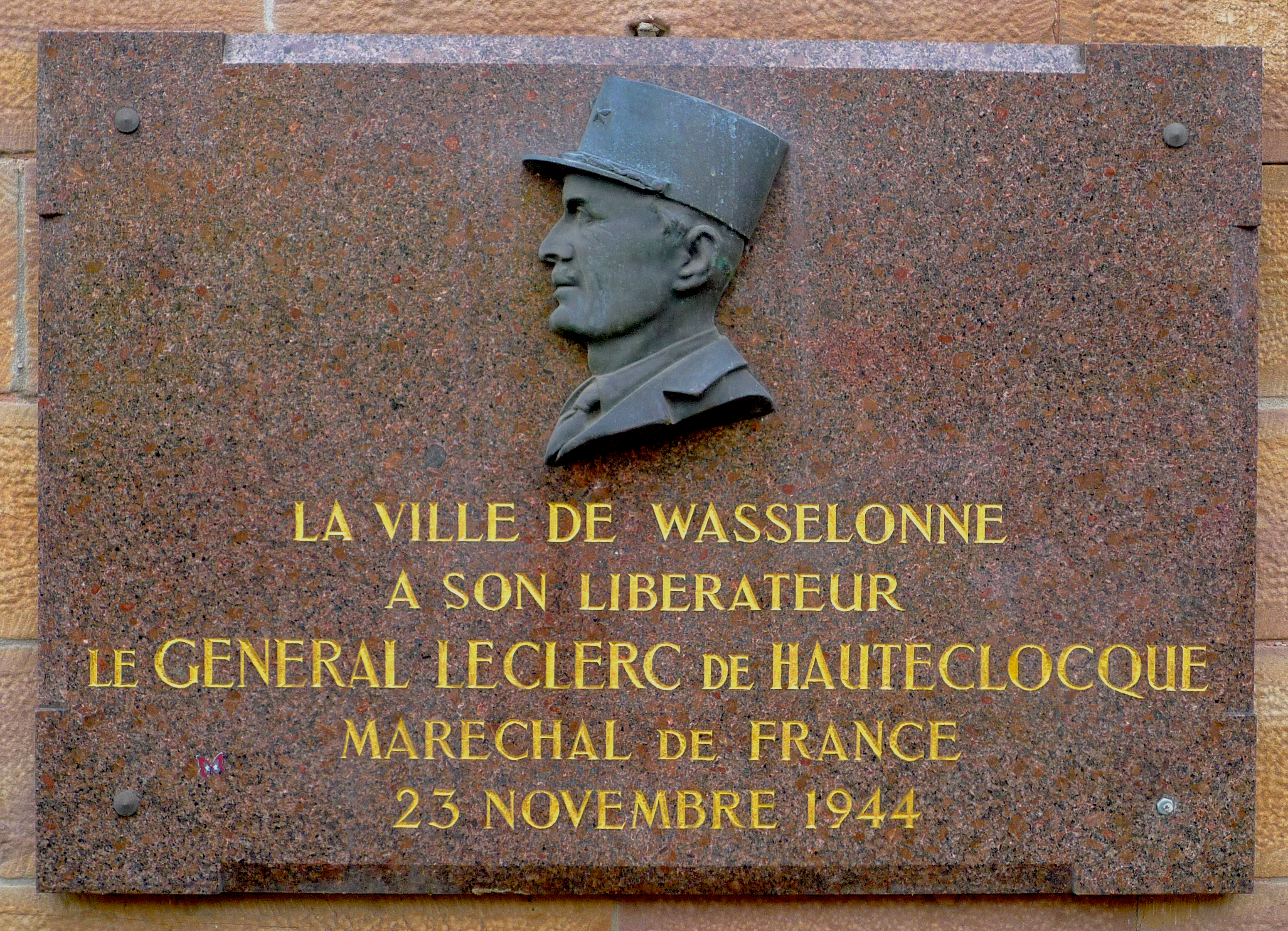

## روابط خارجية
- فيليب لوكلير دو أوتكلوك على موقع IMDb (الإنجليزية)
- فيليب لوكلير دو أوتكلوك على موقع الموسوعة البريطانية (الإنجليزية)
- فيليب لوكلير دو أوتكلوك على موقع مونزينجر (الألمانية)
- فيليب لوكلير دو أوتكلوك على موقع ديسكوغز (الإنجليزية)